# Церква Святого Духа (Глибочок)
Церква Святого Духа в Глибочку — парафія і храм Борщівського благочиння Тернопільської єпархії Православної церкви України в селі Глибочок Чортківського району Тернопільської области.

## Історія церкви
У 1939 році громада хутора Пеньки розпочала будівництво каплички, заклавши фундамент і змурувавши стіни. Однак роботи зупинилися з початком Другої світової війни, а в 1947–1949 роках споруду зруйнували.
У 1988 році за ініціативи громади села Пеньки та священника Івана Дзюби місце було повторно освячено, встановили хрест і заклали фундамент.
У 1991 році під керівництвом М. Барського, за підтримки православних громад району, розпочалося будівництво храму. Архітектором став Кулик із села Ридодуби.
Усі жителі Глибочка активно долучалися до розбудови.
27 листопада 1994 року храм урочисто відкрили та освятили. На запрошення о. Івана Дзюби, благочинний Борщівського району Юрій Стеблина та священники з сусідніх сіл відслужили перше Богослужіння.

## Парохи
- о. Іван Дзюба (1994—2001),
- о. Руслан Матвіїшин (з 2002).